# Línea 313 (Buenos Aires)
La línea 313 es una línea de colectivos. Une las localidades de Escobar con Los Cardales.
Actualmente, la dueña de la empresa es Compañía Noroeste S.A.T., operador de las líneas 169, 313, 343, 350, 355,  501, 511 operadas entre la propia Compañía Noroeste S.A.T., Ruta Bus S.A. y Transporte Escalada S.A.T.

## Recorrido
Terminal de Omnibus de Media distancia de Escobar, Spadaccini, Alberti, Av. 25 de Mayo, Ruta Panamericana, Ruta Provincial 4, Los Cardales, Viamonte, Sargento Cabral, Alsina, Moreno, Urquiza, Cristóbal Colón, Sipacha, 1 de Mayo, Av. Belgrano hasta Ruta Provincial 6.

## Otros Ramales
- Belén de Escobar - Los Cardales - Capilla del Señor (Ex línea 355)